# Episodi di Blake's 7 (terza stagione)
La terza stagione della serie televisiva Blake's 7 è stata trasmessa in anteprima nel Regno Unito dalla BBC1 tra il 7 gennaio 1980 e il 31 marzo 1980.
| nº | Titolo originale              | Titolo italiano | Prima TV Regno Unito | Prima TV Italia |
| -- | ----------------------------- | --------------- | -------------------- | --------------- |
| 1  | Aftermath                     | inedito         | 7 gennaio 1980       | inedito         |
| 2  | Powerplay                     | inedito         | 14 gennaio 1980      | inedito         |
| 3  | Volcano                       | inedito         | 21 gennaio 1980      | inedito         |
| 4  | Dawn of the Gods              | inedito         | 28 gennaio 1980      | inedito         |
| 5  | The Harvest of Kairos         | inedito         | 4 febbraio 1980      | inedito         |
| 6  | City at the Edge of the World | inedito         | 11 febbraio 1980     | inedito         |
| 7  | Children of Auron             | inedito         | 18 febbraio 1980     | inedito         |
| 8  | Rumours of Death              | inedito         | 25 febbraio 1980     | inedito         |
| 9  | Sarcophagus                   | inedito         | 3 marzo 1980         | inedito         |
| 10 | Ultraworld                    | inedito         | 10 marzo 1980        | inedito         |
| 11 | Moloch                        | inedito         | 11 marzo 1980        | inedito         |
| 12 | Death-Watch                   | inedito         | 24 marzo 1980        | inedito         |
| 13 | Terminal                      | inedito         | 31 marzo 1980        | inedito         |